# ÖFB-Cup 1975-1976
La ÖFB-Cup 1975-1976 è stata la 42ª edizione della coppa nazionale di calcio austriaca.

## Ottavi di finale
| Squadra 1        | Risultato       | Squadra 2             |
| ---------------- | --------------- | --------------------- |
| 21 febbraio 1976 |                 |                       |
| Sturm Graz       | 3 - 2           | Austria Salisburgo    |
| 9 aprile 1976    |                 |                       |
| Eisenstadt       | 1 - 2           | Rapid Vienna          |
| Grazer AK        | 1 - 2           | Wiener Sportclub/Post |
| 10 aprile 1976   |                 |                       |
| Wr. Neustädter   | 0 - 1           | Villacher SV          |
| Rapid Lienz      | 1 - 0           | LASK                  |
| SSW Innsbruck    | ? - ? (4-3 dtr) | Admira/Wacker         |
| Dornbirn         | 3 - 2           | Tulln                 |
| 11 aprile 1976   |                 |                       |
| SV Innsbruck     | 0 - 1           | VÖEST Linz            |

## Quarti di finale
| Squadra 1     | Risultato | Squadra 2             |
| ------------- | --------- | --------------------- |
| 4 maggio 1976 |           |                       |
| Rapid Vienna  | 2 - 1     | Villacher SV          |
| Rapid Lienz   | 3 - 1     | Wiener Sportclub/Post |
| Dornbirn      | 2 - 2     | VÖEST Linz            |
| SSW Innsbruck | 2 - 0     | Sturm Graz            |

## Semifinale
| Squadra 1      | Risultato | Squadra 2   |
| -------------- | --------- | ----------- |
| 11 maggio 1976 |           |             |
| Rapid Vienna   | 3 - 1     | VÖEST Linz  |
| SSW Innsbruck  | 2 - 1     | Rapid Lienz |

## Finale
| Squadra 1     | Risultato | Squadra 2     |
| ------------- | --------- | ------------- |
| 2 giugno 1976 |           |               |
| SSW Innsbruck | 2 - 1     | Rapid Vienna  |
| 8 giugno 1976 |           |               |
| Rapid Vienna  | 1 - 0     | SSW Innsbruck |